# Ryan Thompson
Ryan Andre Oniel „Godda” Thompson (ur. 7 stycznia 1985 w Kingston) – jamajski piłkarz występujący na pozycji bramkarza.

## Kariera klubowa
Thompson wychowywał się bez ojca, w ubogiej dzielnicy stołecznego Kingston. W piłkę nożną zaczynał grać jako kilkulatek, na początku trenował równocześnie krykieta. Występował jako napastnik lub skrzydłowy, dopiero w wieku czternastu lat został przeniesiony na pozycję bramkarza. Uczęszczał do Camperdown High School i Ardenne High School, w której barwach wziął udział w prestiżowym, ogólnokrajowym juniorskim turnieju Manning Cup. Równocześnie był zawodnikiem czołowej na Jamajce akademii juniorskiej klubu Harbour View FC, z którą występował na młodzieżowych turniejach m.in. w Stanach Zjednoczonych i we Włoszech. Był uważany za obiecujący talent, lecz jego rozwój zahamowało zerwanie stawu skokowego. Przez trzy lata występował w drużynie seniorów Harbour View, z którą w sezonie 2003/2004 wywalczył wicemistrzostwo Jamajki, a także triumfował w karaibskich rozgrywkach CFU Club Championship. W sezonie 2004/2005 dotarł do finału pucharu Jamajki – Red Stripe Champions Cup, zaś w sezonie 2005/2006 ponownie zdobył tytuł wicemistrza Jamajki.
W późniejszym czasie Thompson przeniósł się do Stanów Zjednoczonych, otrzymując stypendium sportowe na University of Tampa. Przez cztery lata występował w uczelnianym zespole Tampa Spartans, równocześnie uzyskując major degree w dziedzinie marketingu. W barwach Spartans dwukrotnie został wybrany do SSC All-Tournament Team (2006, 2007) oraz NCAA South Regional All-Tournament Team (2006, 2007), zaś w 2007 otrzymał nagrodę SSC Defensive Player of the Year oraz znalazł się ponadto w drużynach NSCAA All-South Region Second Team i All-SSC First Team.. Pełnił również rolę kapitana Spartans. W przerwach między semestrami występował w zespole Bradenton Academics z czwartego poziomu rozgrywkowego – USL Premier Development League. Po ukończeniu studiów spędził natomiast kilka miesięcy w innym czwartoligowcu – klubie GPS Portland Phoenix.
We wrześniu 2010 Thompson udał się na dwutygodniowe testy do ówczesnego mistrza Irlandii – ekipy Shamrock Rovers FC. W grudniu 2010 dołączył do drużyny i podpisał kontrakt z klubem, lecz certyfikat na występy w Rovers otrzymał dopiero dwa miesiące później. W nowym zespole pierwszy mecz rozegrał 14 marca 2011 z północnoirlandzkim Lisburn Distillery (3:0) w rozgrywkach Setanta Cup, triumfując z Rovers w tym turnieju. Przez pierwsze pięć miesięcy był wyłącznie rezerwowym dla Alana Mannusa i pierwszym bramkarzem ekipy z Dublina został dopiero po jego odejściu. W Premier Division zadebiutował 15 lipca 2011 w wygranym 1:0 spotkaniu z Drogheda United. Dwanaście dni później wystąpił w meczu trzeciej rundy kwalifikacyjnej Ligi Mistrzów UEFA z duńskim FC København (0:1), zostając pierwszym Jamajczykiem w historii, który zagrał w europejskiej Lidze Mistrzów. Później rozegrał także sześć meczów (z czego cztery w fazie grupowej) w rozgrywkach Ligi Europy UEFA – w grupowym meczu z rosyjskim Rubinem Kazań (0:3) obronił rzut karny wykonywany przez Nelsona Valdeza. W sezonie 2011 obronił z ekipą menadżera Michaela O’Neilla tytuł mistrza Irlandii, a bezpośrednio po tym odszedł z klubu.
W styczniu 2012 Thompson był testowany w fińskim Vaasan Palloseura (wystąpił w jego barwach w jednym meczu Liigacup), lecz ostatecznie nie zaoferowano mu kontraktu. Zaraz potem powrócił do Stanów Zjednoczonych, gdzie przez kilka miesięcy ponownie występował w czwartoligowym Bradenton Academics. Zanotował również krótki epizod w szwedzkim trzecioligowcu Väsby United, u boku swojego rodaka Ricardo Cousinsa. W styczniu 2014 podpisał roczną umowę (z opcją przedłużenia ze strony klubu) z amerykańskim Tampa Bay Rowdies, występującym na drugim poziomie rozgrywek – North American Soccer League. Tam był wyłącznie rezerwowym dla Matta Pickensa, zaś w styczniu 2015 został zawodnikiem ekipy Pittsburgh Riverhounds z trzeciego poziomu rozgrywkowego – United Soccer League, w którego barwach spędził kolejne osiem miesięcy. W lutym 2016 ponownie przebywał na testach w Vaasan Palloseura, a następnie zanotował jeszcze kilkumiesięczny pobyt w innym zespole z USL – Saint Louis FC. Ostatnie miesiące w roli profesjonalnego zawodnika spędził w ekipie Central FC z Trynidadu i Tobago. We wrześniu 2017 zdecydował się zakończyć karierę piłkarską, w wieku 32 lat.

## Kariera reprezentacyjna
Thompson rozpoczął karierę w reprezentacji Jamajki od kategorii wiekowej do lat siedemnastu, biorąc udział w kilku obozach tej kadry. W 2002 roku rozpoczął występy w kategorii wiekowej do lat dwudziestu, łącznie notując w jej barwach dwadzieścia spotkań.
W styczniu 2005 Thompson został powołany przez selekcjonera Wendella Downswella do reprezentacji Jamajki U-20 na Mistrzostwa Ameryki Północnej U-20. Uprzednio występował w kwalifikacjach do tych rozgrywek, podczas których zanotował trzy występy. Na finałowym turnieju rozgrywanym w Hondurasie wystąpił natomiast w dwóch z trzech możliwych spotkań (przepuścił w nich pięć goli), zaś Jamajczycy zajęli ostatnie miejsce w grupie i nie awansowali na Mistrzostwa Świata U-20 w Holandii.
W seniorskiej reprezentacji Jamajki Thompson zadebiutował za kadencji selekcjonera Wendella Downswella, 26 listopada 2004 w wygranym 11:1 meczu z Wyspami Dziewiczymi Stanów Zjednoczonych w ramach eliminacji do Pucharu Karaibów. Później zanotował aż dziesięcioletnią przerwę od występów w kadrze – powrócił do niej dopiero za kadencji Winfrieda Schäfera. W listopadzie 2014 został powołany na Puchar Karaibów, gdzie pozostawał jednak rezerwowym dla Andre Blake’a i nie rozegrał żadnego spotkania, zaś Jamajczycy – pełniący wówczas rolę gospodarzy – triumfowali w rozgrywkach po pokonaniu w finale w serii rzutów karnych Trynidadu i Tobago (0:0, 4:3 k). W czerwcu 2015 znalazł się natomiast w składzie na turniej Copa América, podczas którego także nie pojawił się na boisku, będąc trzecim golkiperem kadry po Duwaynie Kerrze i Dwaynie Millerze. Jego drużyna zakończyła natomiast swój udział w rozgrywkach na fazie grupowej.
Miesiąc później Thompson został powołany przez Schäfera na Złoty Puchar CONCACAF. Rozpoczynał te rozgrywki w roli drugiego bramkarza, lecz w trakcie trzeciego meczu fazy grupowej z Salwadorem (1:0) zastąpił kontuzjowanego Dwayne’a Millera i wobec świetnego występu nie oddał miejsca między słupkami już do końca turnieju. Ogółem podczas Złotego Pucharu wystąpił w czterech meczach (przepuścił w nich cztery gole), a Jamajczycy dotarli do finału, gdzie ulegli Meksykowi (1:3). W czerwcu 2016 wziął jeszcze udział w turnieju Copa América Centenario, podczas którego był alternatywą dla Andre Blake’a i przesiedział wszystkie trzy spotkania na ławce rezerwowych, a jego drużyna odpadła w fazie grupowej. W maju 2017 znalazł się w szerokim składzie na kolejny Złoty Puchar CONCACAF, lecz nie został ostatecznie powołany przez Theodore’a Whitmore’a na ten turniej. Swój bilans reprezentacyjny zamknął ogółem na jedenastu występach, w których przepuścił siedem bramek.

## Kariera trenerska
Jeszcze podczas trwania kariery piłkarskiej Thompson współpracował jako trener bramkarzy z amerykańskimi uczelniami Carlow University (drużyna Carlow Celtics) i University of Tampa (drużyna Tampa Spartans). Założył również własną szkółkę bramkarską RTG Goalkeeper Academy w Tampie na Florydzie. W marcu 2017 został trenerem bramkarzy na uczelni University of South Florida (drużyna South Florida Bulls).